# Mehlemer Bach
Der Mehlemer Bach ist ein 10,6 km langer, orographisch linker Nebenfluss des Rheins in Nordrhein-Westfalen, Deutschland. Die Abschnitte im Oberlauf heißen auch Eichenackersbach (10,6–6,7 km), Züllighovener Bach (6,7–5,1 km).

## Geographie

### Verlauf
Der Mehlemer Bach entspringt als Eichenackersbach westlich von Wachtberg-Werthhoven auf einer Höhe von 253 m ü. NHN. Von hier aus fließt der Bach nach Osten durch Werthhoven (teilweise verrohrt) und unterquert die Kreisstraße 58. Er erreicht nach kurzem Lauf die Landesgrenze von Rheinland-Pfalz, läuft ein kurzes Stück an ihr entlang und passiert die Ortschaft Oedingen. Der Bach schwenkt dann nach Norden, passiert den Ortsteil Züllighoven. Nördlich von Züllighoven mündet der Sprüsselbach oder Kernbach, ab dort heißt das Gewässer Züllighovener Bach. Vor Kürrighoven mündet der Goldbach. Der Züllighovener Bach passiert Kürrighoven im Osten und vereinigt sich in Oberbachem mit dem Berkumer Bach. Von dort fließt er nach Nordosten als Mehlemer Bach durch Niederbachem. Der Mehlemer Bach erreicht die Bonner Stadtgrenze im Stadtbezirk Bad Godesberg, durchfließt den Ortsteil Mehlem (seit 1904 teilweise verrohrt) und mündet bei Flusskilometer 644,07 in den Rhein.
Das 17,9 km² große Einzugsgebiet (Drachenfelser Ländchen) entwässert über den Rhein zur Nordsee. Bedeutendste Zuflüsse sind der Berkumer Bach und der Goldbach.

### Quellbäche
- Züllighovener Bach (rechter Quellbach, Hauptstrang), 5,5 km
- Berkumer Bach (linker Quellbach, Nebenstrang), 3,2 km

## Hochwasserrisiko

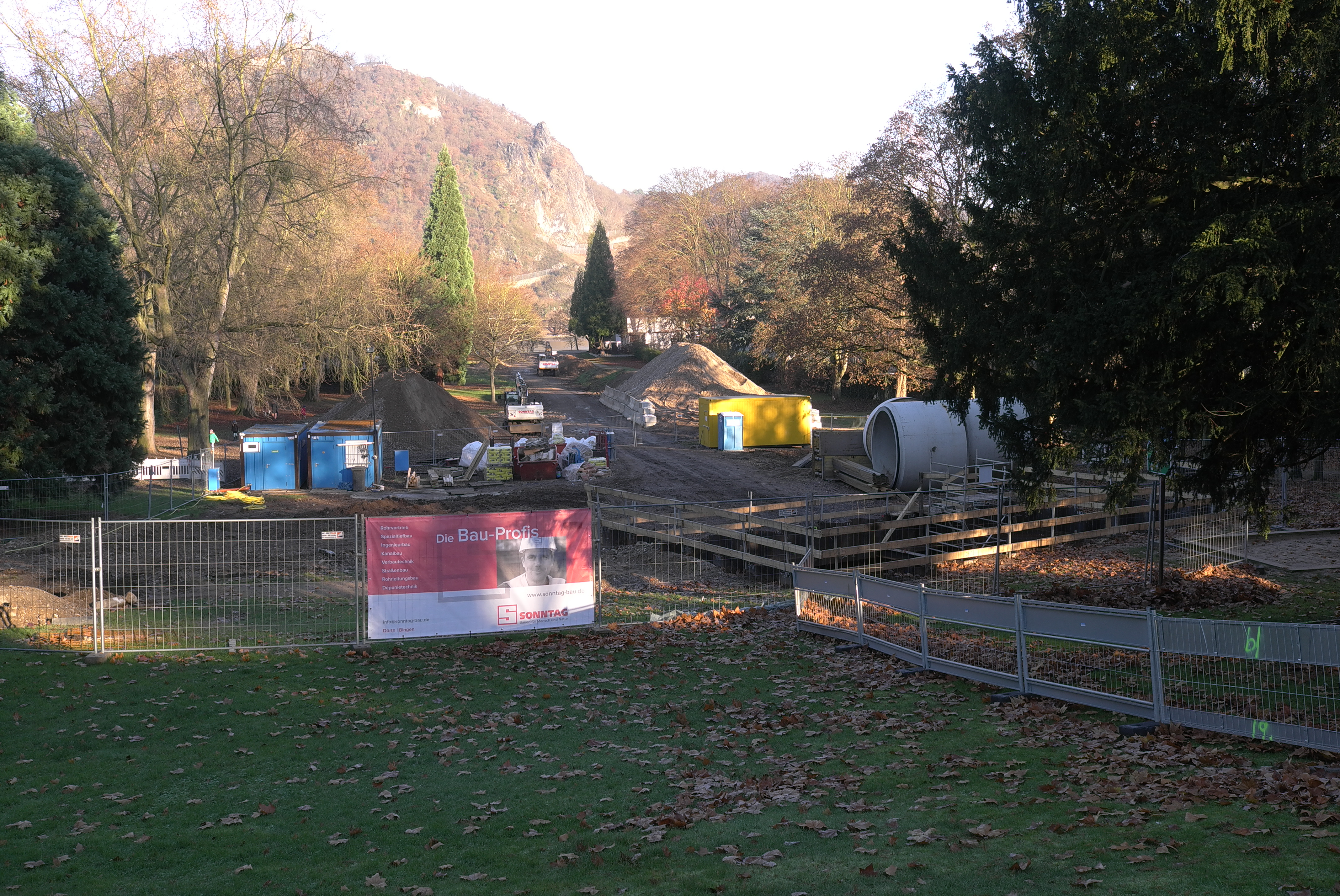
Baustelle des Entlastungskanals im Drachensteinpark (Dezember 2016)

Der Mehlemer Bach führt bei Starkregen regelmäßig Hochwasser und gehört mit dem umliegenden Gelände zu den von der Bezirksregierung Köln ausgewiesenen Überschwemmungsgebieten. Katastrophale Hochwasser, insbesondere im Unterlauf, waren am 3. Juli 2010, am 20. Juni 2013 sowie zuletzt am 4. Juni 2016 zu verzeichnen.
Um den Hochwasserschutz am Mehlemer Bach zu verbessern, wurde ab dem 10. November 2015 vom Rheinufer am Drachensteinpark bis zur Bachemer Straße ein ca. 1050 m langer Entlastungskanal gebaut. Das mit Kosten von etwa 8,3 Millionen Euro angesetzte Projekt sollte ursprünglich im Frühjahr 2018 abgeschlossen sein, verzögerte sich aber aufgrund falscher Berechnungen. Die letzte Arbeiten wurden Ende 2019 abgeschlossen, die Gesamtkosten für sämtliche Maßnahmen beliefen sich schließlich auf 12,2 Millionen Euro. Beim Starkregenereignis am 14. Juli 2021 bestand der Entlastungskanal seine erste große Bewährungsprobe, es kam zu keiner Überflutung von Mehlem.